# Кон-Тікі (фільм, 2012)
Кон-Тікі (англ. Kon-Tiki) — норвезький історичний фільм 2012 року, присвячений експедиції Тура Геєрдала на плоті «Кон-Тікі» в 1947 році. Фільм був номінований на премії Золотий глобус та Оскар як найкращий фільм іноземною мовою.
Зйомки «Кон-Тікі» проходили в Норвегії, Мальті, Болгарії, Таїланді, США (Нью-Йорк), Швеції та на Мальдівських островах.
«Кон-Тікі» вийшов у прокат в Норвегії 24 серпня 2012 року, встановивши рекорд касових зборів за перший вік-енд. Він став найкасовішим фільмом в 2012 році в Норвегії, зібравши 14,111,514 $.

## Опис
«Кон-Тікі» — це історичний фільм про легендарну подорож Тура Геєрдала слідами полінезійців, яке підтвердило неймовірне (на той час) припущення про те, що подібна подорож була можливою іще в доколумбівську епоху. Геєрдал пройшов 4300 морських миль шляху у водах Тихого океану на плоту у 1947 році, суттєво змінивши уявлення про межі можливостей людини.

## У ролях
- Пол Сверре Гаґен — Тур Геєрдал
- Андерс Баасмо Крістіансен — Герман Вотцінгер
- Густаф Скарсгард — Бенгт Даніельсон
- Одд Магнус Вільямсон — Ерік Гессельберг
- Тобіас Сантельман — Кнут Гауґланд
- Якоб Офитебро — Торстейн Рубі
- Агнес Кіттелсен — Лів Гейєрдал